# Beverley Bryan
Beverley Bryan (sinh năm 1950) là một học giả người Jamaica đã nghỉ hưu, là giáo sư giáo dục ngôn ngữ tại Đại học West Indies ở Mona.

## Thơ ấu
Bryan sinh ra ở Portland, Jamaica, nhưng di cư đến Anh từ khi còn nhỏ như một phần của " thế hệ Windrush ". Bà và cha mẹ định cư ở Brixton, London, nơi có cộng đồng người Caribe lớn. Bryan học giảng dạy tại Đại học Keele, Staffordshire và chuyển về Brixton để giảng dạy tại một trường tiểu học. Bryan sau đó đã tiến hành các nghiên cứu sâu hơn tại Đại học London, tốt nghiệp với bằng cử nhân tiếng Anh, bằng thạc sĩ và tiến sĩ trong giáo dục ngôn ngữ. Bà là thành viên của Britist Black Panthers vào đầu những năm 1970, và sau đó đã giúp thành lập Nhóm Phụ nữ da màu, nơi có chung quan điểm cấp tiến tương tự.
Bà là đồng tác giả với Stella Dadzie và Suzanne Scafe với quyển sách The Heart of the Race, được xuất bản năm 1985 bởi Virago và phát hành lại vào năm 2018 bởi Verso (với lời tựa mới của Lola Okolosie, và bao gồm và một cuộc phỏng vấn với các tác giả của Heidi Safia Mirza, tập trung vào tác động của cuốn sách kể từ khi xuất bản và mức độ liên quan của nó).

## Sự nghiệp
Năm 1992, Bryan chuyển trở lại Jamaica để tham gia Đại học West Indies (UWI) với tư cách là giảng viên nghiên cứu giáo dục. Bà được thăng chức thành giảng viên cao cấp năm 2002 và là giáo sư năm 2011, và giữ chức vụ trưởng phòng nghiên cứu giáo dục. Bryan là một cơ quan hàng đầu đối với những người học tiếng Anh ở Jamaica và đã làm việc như một nhà tư vấn cho Bộ Giáo dục về chính sách ngôn ngữ. Bà cũng đã tư vấn cho các chính phủ vùng Caribe khác về các chính sách xóa mù chữ, cũng như là thành viên của Nhóm các chuyên gia về thập kỷ biết chữ của Liên hợp quốc. Bà là một trong những người sáng lập Dự án Thơ ca Caribe, một sự hợp tác giữa UWI và Đại học Cambridge nhằm mục đích tăng khả năng xuất hiện của các nhà văn Caribe ở Anh.

## Mục lục
- The Heart of the Race: Black Women's Lives in Britain, with Stella Dadzie, Suzanne Scafe; [./https://en.wikipedia.org/wiki/Virago_Press Virago Press], 1985, ISBN [./https://en.wikipedia.org/wiki/Special:BookSources/9780860683612 9780860683612]. New edition, [./https://en.wikipedia.org/wiki/Verso_Books Verso Books], 2018, ISBN 9781786635860
- Between Two Grammars: Language Learning and Teaching in a Creole-speaking Environment, [./https://en.wikipedia.org/wiki/Ian_Randle_Publishers Ian Randle Publishers], 2010, ISBN 978-9766373528